# 키나발루쥐
키나발루쥐(Rattus baluensis)는 시궁쥐속에 속하는 설치류의 일종이다. 말레이시아 키나발루산에서만 알려져 있고, 해발 1,524~3,810m 고도에서 서식한다. 대형 낭상엽 식물 벌레잡이통풀과 상리 공생 관계에 있다. 청서번티기속 산악나무두더지처럼, 낭상엽 식물 덮개 분비샘의 꿀과 과일 분비물을 먹기 위해 방문하여 식물의 포획용 덫에 배변을 한다.